# Boekel

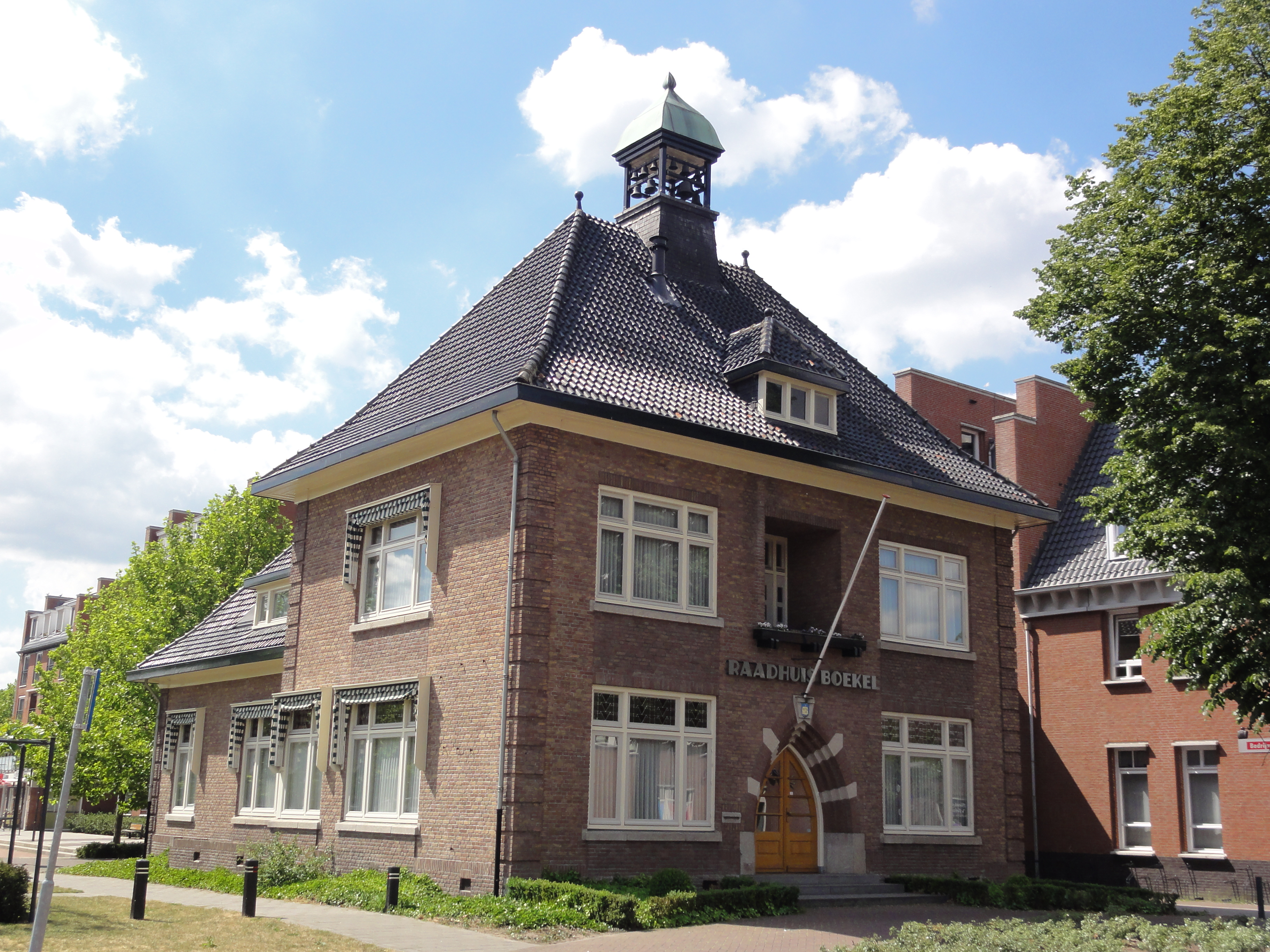
Stadshuset i Boekel.

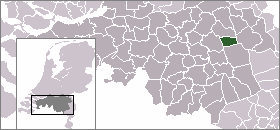
Boekels läge

Boekel är en kommun i provinsen Noord-Brabant i Nederländerna. Kommunens totala area är 34,52 km² (där 0,01 km² är vatten) och invånarantalet är 9 967 invånare (januari 2012).